# Hockey sobre césped en Argentina

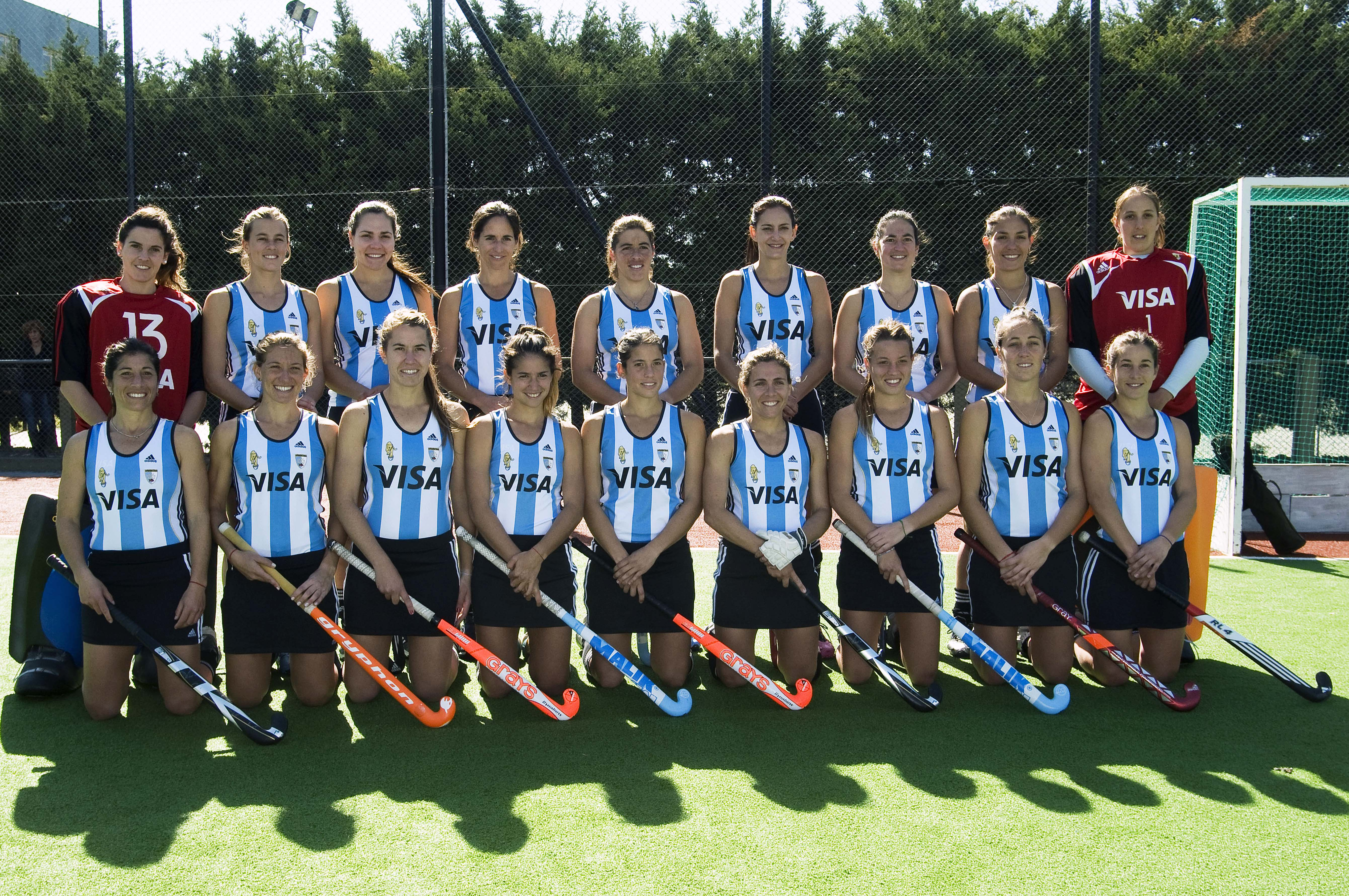
Las Leonas es el nombre adoptado por la Selección femenina de Argentina, que con sus triunfos en la década del 2000 ha popularizado el deporte en el país.

Argentina fue el primer país sudamericano en el que se practicó el hockey sobre césped. Este deporte se practica en el país desde la primera década del siglo XX, principalmente a partir de la influencia de la comunidad inmigrante británica, que lo adoptó como uno de los deportes preferidos para ser difundidos a través de las escuelas y colegios "ingleses", de gran predicamento en los sectores medios y altos. En 1908 se fundó la Asociación argentina de Hockey (AAH), adherida a la Hockey Association of England (HAE). Por la activa participación femenina desde sus inicios, se trata de uno de los deportes que más impulsaron el ingreso de las mujeres al deporte en Argentina. El hockey sobre césped es practicado masivamente en colegios y clubes de todo el país, sobre todo entre las mujeres.
Argentina mantiene una amplia superioridad deportiva en la práctica del hockey sobre césped en el continente americano, tanto en mujeres como en varones, habiendo ambos ganado la mayoría de las medallas de oro panamericanas y sin haber dejado de disputar ninguna final.
En la primera mitad de la década de 1970, comenzaron a obtenerse excelentes resultados en la competencia mundial, sobre todo las mujeres que fueron dos veces subcampeonas del mundo en 1974 y 1976 y medalla de bronce en 1978. Pero la falta de apoyo estatal en la década de 1980 impactó negativamente sobre la consolidación del alto rendimiento alcanzado. Será a partir de la década de 1990 y sobre todo del año 2000, que el rendimiento de la Selección femenina, conocida desde esos años como Las Leonas, alcanzaría los más altos niveles deportivos del mundo, apasionando a la población y popularizando el deporte. Entre 2000 y 2022, Las Leonas obtuvieron dos Campeonatos Mundiales, cinco medallas en los Juegos Olímpicos, una Liga Mundial, siete Champions Trophy, una Hockey Pro League y cinco medallas en los Juegos Panamericanos.
La Selección masculina ha obtenido la medalla de oro en los Juegos Olímpicos de Río de Janeiro 2016, el tercer puesto en el Campeonato Mundial 2014, medalla de bronce en el Champions Trophy de 2008, diez medallas de oro disputadas en los Juegos Panamericanos y tres medallas de oro en el Champions Challenge, donde encabeza el medallero histórico cumplidas siete ediciones.
Entre los clubes importantes del hockey argentino se destacan el Quilmes Atlético Club, Club Atlético San Isidro, Club San Martín, Belgrano Athletic, San Isidro Club, Hurling Club, Mitre, Club San Fernando, Club Ciudad de Buenos Aires (Muni), Santa Bárbara Hockey Club, Lomas Athletic Club, Gimnasia y Esgrima de Buenos Aires (GEBA), Jockey Club de Rosario, Club Universitario de Rosario (UNI), entre otros.
Luciana Aymar es la jugadora más destacada de la historia. Ha sido galardonada ocho veces como la Mejor Jugadora de hockey del Mundo y en 2008 fue nombrada Leyenda del Hockey por la Federación Internacional de Hockey, mientras que Cecilia Rognoni fue galardonada en 2002 y Delfina Merino en 2017.
Existen 32 federaciones de clubes de hockey directamente asociadas a la Confederación Argentina de Hockey (CAH), que asocian a unos 93.600 jugadores y jugadoras federados en todo el país (a feb de 2011), mayoritariamente mujeres, casi el triple de los que estaban registrados en el año 2000, cuando sumaban 39.000 deportistas. Las principales federaciones del país son Capital Federal, Litoral (Rosario), Mendoza, Córdoba, Provincia de Buenos Aires, San Juan, Tucumán y Santa Fe.

## Historia

### Antecedentes indígenas: el palín

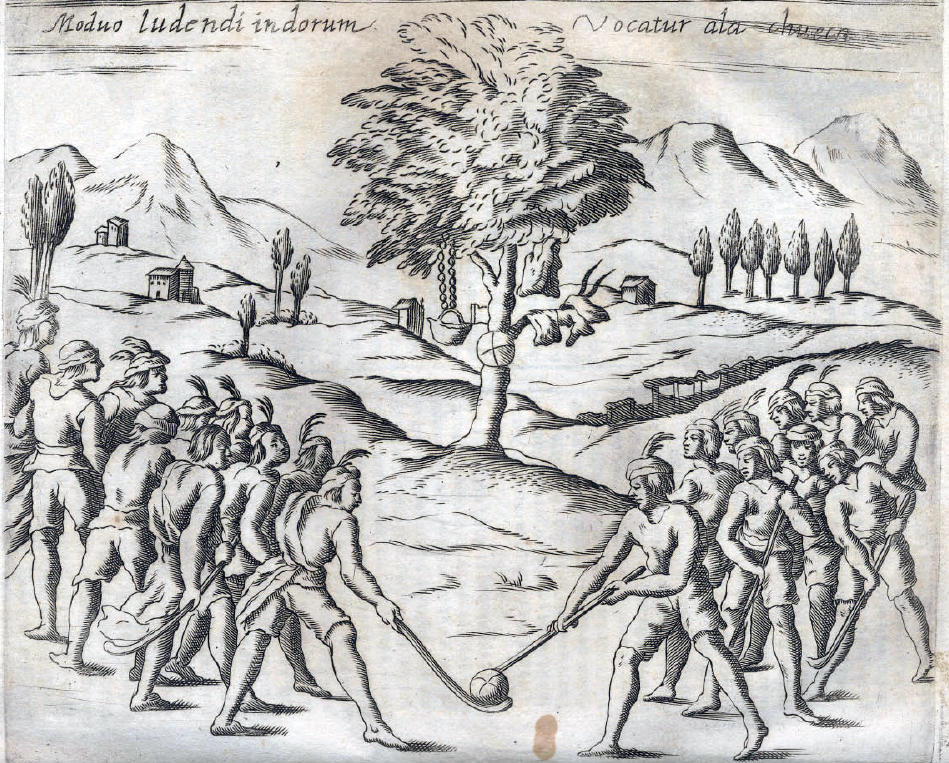
Juego de palín, antecedente del hockey practicado ancestralmente por el pueblo mapuche. Ilustración en Histórica Relación del Reino de Chile, por el P. Alonso de Ovalle de la Compañía de Jesús. Roma, 1646.

El pueblo mapuche, practicaba desde tiempos ancestrales el palín, un juego similar al hockey.
El palín se jugaba entre dos equipos de 5 a 15 jugadores cada uno, en una cancha rectangular (paliwe) de aproximadamente 200 de largo por 12 metros de ancho. Cada equipo se distribuía en forma lineal a lo largo de la cancha, debiendo cada jugador (palife, "pelotero") quedar frente a su competidor (kon), con quien compartirá la comida después del juego y a quien atenderá como una visita ilustre. Era la manera de fortalecer la relación entre las comunidades indígenas.
La finalidad del juego era llevar una pelota hecha de cuero con centro de lana llamada pali o fungul, usando bastones de madera con curvatura llamados wino, hacia una meta (tripalwe, "salida") que está simbolizada por la línea de fondo del equipo rival obteniendo un punto o tripal, que se anulaba si el equipo rival marcaba uno a continuación.
Las maniobras consistían en golpear la bola a ras de suelo o en altura (witrulon), dominar la bola en el aire (malkotun) y el malkokantun que consistía en ir dominando la bola en el aire sin dejarla caer hasta pasársela a otro jugador.
El palín fue prohibido por el Imperio Español. Actualmente se sigue practicando en Chile, que en 2004 lo reconoció como deporte nacional, donde existen clubes especializados en este deporte y se realizan torneos periódicos.
Como en otros deportes, fue el Ejército Británico el que introdujo el juego en la India y en otras colonias Británicas, jugándose la primera competencia internacional en 1895.
En nuestro país el deporte ingresó en a principios del siglo XX de la mano también de ciudadanos Ingleses, jugándose en los clubes que los nucleaba, hasta que en 1908 se jugaron los primeros partidos entre Belgrano Athletic Club, Club Atlético San Isidro y Pacific Railway (hoy Club San Martín) y en el mismo año se formó la Asociación Argentina de Hockey, siendo su primer presidente Thomas Bell. En 1909 la Asociación de Hockey decidió permitir la afiliación de conjuntos de damas. Apareció un nuevo equipo, también de Belgrano, llamado Belgrano Ladies (damas). Su primer partido fue el 25 de agosto frente al colegio St. Catherine's, ganando éste por 1 a 0.
A nivel país, a fines de la década del 60 solo tres entidades aglutinaban el hockey nacional: Asociación Argentina, Asociación del Litoral y Federación Cordobesa.
En el mes de junio de 1968 se realiza en Rosario el Primer Congreso Argentino de Hockey adonde se resuelve realizar anualmente el Campeonato Argentino.
En julio de 1972 se realiza el Segundo Congreso Nacional, coincidente con el IV Torneo de la República para Damas Mayores, en el cual participaban 5 asociaciones.
El 16 de agosto de 1981 en Mendoza, representantes de las Asociaciones de Santa Fe, Tucumán, Litoral, Mendoza, Córdoba, Tandil y Buenos Aires, dejan constituido el Consejo Federal de la República Argentina.
El 19 de junio de 1983, en la ciudad de San Miguel de Tucumán, con la presencia de representantes de 12 Asociaciones, se funda la Confederación Argentina de Hockey sobre Césped y Pista, con domicilio legal en la ciudad de Buenos Aires, definiéndose además que por un plazo de 10 años la representación Internacional continuaría a cargo de la Asociación Argentina de Hockey.

### Inicios
El hockey sobre césped se practica en la Argentina desde la primera década del siglo XX,  principalmente a partir de la influencia de la comunidad inmigrante británica, que lo adoptó como uno de los deportes preferidos para ser difundidos a través de las escuelas y colegios ingleses, orientándolo especialmente hacia la práctica femenina, mientras que el fútbol primero, y el rugby después, fueron los deportes que los establecimientos educativos de la comunidad británica impulsaron para los varones.
1908 es el año de iniciación del hockey en Argentina, si bien se registran algunos partidos informales anteriores. De manera casi simultánea aparecen el hockey colegial femenino y el hockey de clubes masculino. El primer partido de hockey se realizó el 27 de junio de 1908 entre alumnas del Quilmes High School y del Alexandre College de Belgrano. La educadora irlandesa Esther Ross, fundadora del Quilmes High School for Girls el año anterior, puede ser considerada como la madre del hockey sobre césped argentino. Unos días después, el 12 de julio de 1908, se realizó el primer partido de hockey sobre césped entre varones, enfrentándose los clubes Belgrano Athletic y el San Isidro Club (luego renombrado como Club Atlético San Isidro).
Pocos días después, el diario de la comunidad británica Buenos Aires Herald donó un trofeo, la Herald Cup. El 16 de agosto comenzó en primer campeonato de hockey de Argentina, que contó con dos equipos del club Belgrano Athletic (Blancos y Azules), el San Isidro Club (luego renombrado como Club Atlético San Isidro) y el Pacific Railway Club (San Martín). La copa fue ganada por el CASI luego de vencer a los Blancos de Belgrano y al Pacific y empatar con los Azules de Belgrano en la fecha final.
El 26 de agosto de 1908, se constituyó la Asociación Argentina de Hockey, integrada por tres clubes: el San Isidro Club (luego renombrado como Club Atlético San Isidro), el Belgrano Athletic y el Pacific Railway Club (San Martín). Su primer presidente fue Thomas Bell, dueño del Buenos Aires Herald, periódico tradicional de la comunidad británica en Argentina. La AAH adhirió a la máxima organización mundial, Hockey Association of England (HAE), fundada en 1875.
En 1909, la Asociación de Hockey decidió admitir los equipos de mujeres. De inmediato apareció el primer equipo femeninos de club, el Belgrano Ladies (damas). Su primer partido fue el 25 de agosto frente al colegio St. Catherine's, que ganó este último por 1 a 0.
Pese a que en 1908 el hockey masculino fue incluido entre los deportes olímpicos, la Hockey Asociation of England le recomendó a la Argentina no organizar torneos para evitar el profesionalismo. Por esa razón la AAH no organizó ningún campeonato durante toda la década de 1910.
En el hockey masculino se destacó el trabajo pionero del inglés Herbert Brookhouse, a quien se considera el padre del hockey argentino, promoviendo los primeros partidos informales de 1905, integrando el equipo del San Isidro Club (CASI) que ganó el primer torneo de 1908 y fundando en 1911 el Buenos Aires Hockey Club, que ganó la liga en cinco ocasiones entre 1924 y 1935.

### De 1920 a 1950

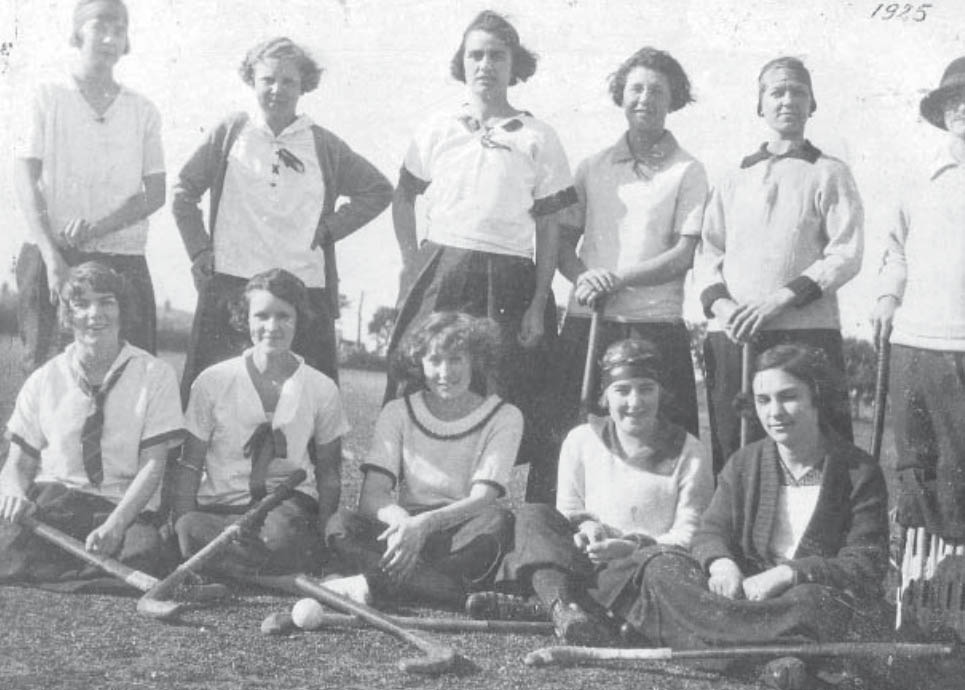
Equipo del Pacific Railway Athletic Club (luego Club San Martín) que jugó el segundo campeonato metropolitano de hockey femenino en 1925.

En 1920 la AAH decidió abandonar la política anti-torneo que le había sugerido la asociación inglesa y organizar el primer campeonato de liga masculino metropolitano (centrado en la Ciudad de Buenos Aires), pero el mismo no pudo ser completado por una mala organización del calendario. Finalmente en 1921, se completó el primer campeonato masculino de liga de Buenos Aires, con cinco equipos (Pacific Railway, Buenos Aires Hockey Club, Quilmes Atlético Club, Buenos Aires Great Southem y CASI), resultando campeón el CASI. Además, anualmente, la Asociación organizaría un torneo por eliminación.
En 1923 se creó la Buenos Aires Ladies Hockey League que organizó al año siguiente el primer campeonato de mujeres, con participación de los siguientes equipos Pacific Railway, Quilmes Girls (luego Quilmes AC), Arrow Girls, Quilmes High School, Diamond Hockey Club y Former Pupils. El campeonato fue ganado por el Quilmes Girls, triunfo que repetirían en los siguientes ocho torneos (1925/1932), ya como Quilmes AC.
En el hockey masculino, los clubes más destacados de la década de 1920 fueron el Quilmes AC (campeón en 1922, 1923 y 1924), el San Isidro (campeón en 1922 y 1926), el Pacific-San Martín (campeón en 1929 y 1930) y el Buenos Aires Great Southern (campeón en 1925 y 1928). Sobre el filo del cambio de década muestra su poderío el Buenos Aires Hockey Club, obteniendo en campeonato de 1927 y el bicampeonato 1931-1932. A partir de entonces los clubes fuertes de la primera década irían siendo desplazados. Quilmes AC ratificó su poderío obteniendo el tetracampeonato 1937-1940 y dos campeonatos más en la década siguiente. La década de 1940 vio la irrupción y hegemonía de uno de los clubes poderosos del hockey argentino, el Central Argentino (luego Club Mitre), que salió cinco veces campeón (1941-1943-1945-1946-1947).
En el hockey femenino, el dominio absoluto durante la década de 1920 del Quilmes AC (nueve veces campeonas 1924-1932) fue interrumpida en 1933 por el Pacific (luego San Martín), repitiendo el triunfo en los campeonatos de 1935, 1936 y 1941. En las décadas de 1930 y 1940 se destacó también el Club Arrow Girls con cinco campeonatos (1934-1937-1939-1940-1945).
Hasta la década de 1930 el hockey era practicado mayoritariamente por integrantes de la comunidad británica en Argentina y sus descendientes. En esa década, el Club San Fernando, el CASI y el SIC, formaron los primeros equipos femeninos formados íntegramente por "criollas", a partir de las enseñanzas que tomaron del club Arrow Girls. Este nuevo hockey criollo femenino de San Isidro, ascendió a primera en la década de 1940 ganando con el CASI los campeonatos de 1943 y 1944 y con el SIC los campeonatos de 1948, 1950 y 1951.

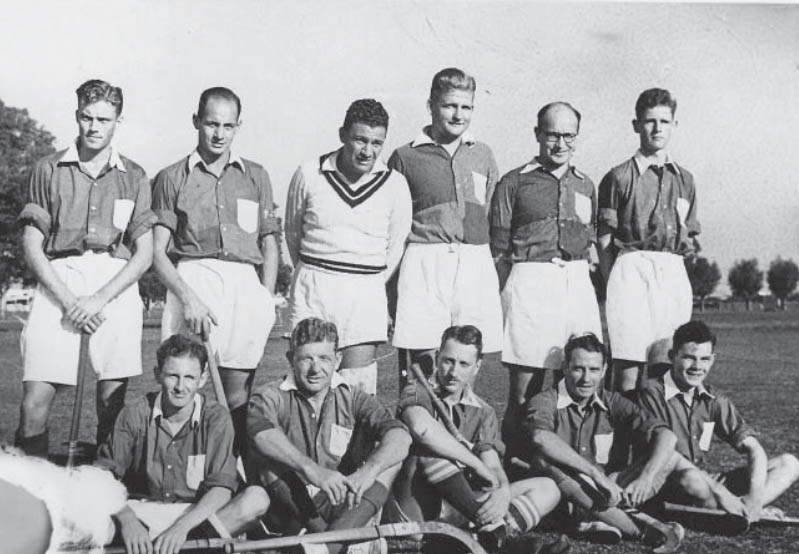
Equipo masculino de Pacific (luego San Martín) en 1943.

En 1948 Argentina envió a los Juegos Olímpicos por primera vez un equipo de hockey masculino (el hockey femenino recién fue incluido en 1980). El desempeño argentino fue muy destacado, obteniendo el 5.º lugar, saliendo segundo en su grupo, perdiendo solamente con India (ganadora de la medalla de oro), ganándole a España (3-2) y empatando con Austria (1-1). El equipo argentino estaba integrado por Roberto Anderson, Luis Bianchi, Juan C. Brigo, Roberto Márquez, Carlos Mercali, Tomás Miguel Quinn y Donlon, Valerio Sánchez, Tomás Scally y Gallagher, Luis Scally y Gallagher, Tomás Ricardo Wade y Kehoe, Jorge Wilson y Antonio Zucchi.

### De 1950 a 1970
En los años 50, en el hockey masculino bonaerense mostró dominio el Club Hurling que fue campeón seis veces (1950, 1951, 1953, 1954, 1955, 1956). En esta misma década también ganaron campeonatos el Club Mitre (1952-1957-1959) y el Club San Fernando (1958). Estos dos últimos clubes serían los que dominarían la década de 1960 junto con el Club San Fernando con cinco campeonatos (1960, 1962, 1964, 1966, 1967) y el Club Mitre con cuatro (1961, 1963, 1965, 1968).
En los años 50 el hockey femenino bonaerenese volvió a tener un dominio del Quilmes AC que fue ocho veces campeón entre 1952 y 1961. A partir de ese año, la década mostró mucho más equilibrio entre los clubes, con varios campeones (SURI dos veces, CASI tres veces, Quilmes, GEBA y Banco Nación).
En 1953 se realizó el primer campeonato de hockey femenino de la liga cordobesa consagrándose campeón el Córdoba Athletic.

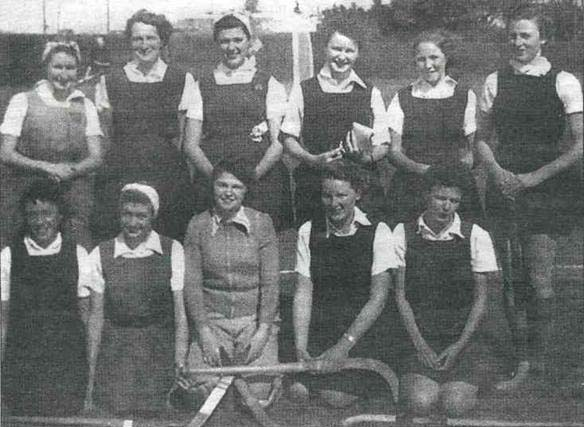
El equipo femenino de Lomas en 1951.

En 1959, un seleccionado de hockey femenino de Argentina participó por primera vez en un torneo internacional organizado por la International Federation of Women's Hockey Associations (IFWHA), en Ámsterdam. Argentina resultó ranqueada en la posición n.º 12, sobre 15 países competidores, habiendo conseguido un solo triunfo contra Suiza (2-0). Argentina seguiría jugando en las "Conferencias" de la IFWHA, saliendo 14.º sobre 16 países en Towson 1963, y 13.º sobre 19 países en Leverkusen 1967, con un triunfo y dos empates. No participó en la Conferencia de Auckland 1971.
En 1966 se jugó el primer campeonato de hockey femenino de la Asociación de Hockey del Litoral, resultando campeón Gimnasia y Esgrima de Rosario.
En 1967 se incluyó el hockey sobre césped masculino en los Juegos Panamericanos, obteniendo Argentina la medalla de oro. Desde entonces, la selección masculina llegará a todas las finales de los Juegos Panamericanos, obteniendo 9 medallas de oro y 4 de plata hasta los Juegos Panamericanos de 2015.
Con el fin de unificar la práctica del hockey en todo el país, en 1968 se realizó en Rosario el Primer Congreso Argentino de Hockey sobre Césped, que decidió realizar anualmente el Campeonato Argentino de Damas Mayores. Para ese entonces ya existían tres ligas regionales: la Asociación Argentina de Hockey, con centro en Buenos Aires (AAH), la Federación Amateur Cordobesa de Hockey Sobre Césped, fundada en 1952 y la Asociación de Hockey sobre Césped del Litoral (AHL), fundada en 1966.

### De 1970 a 1990
Desde los primeros años de la década de 1970, el césped sería reemplazado por la carpeta sintética. El cambio implicaría un transformación sustancial del juego y de sus técnicas y estrategias y reduciría la supremacía apabullante que entre los hombres tuvieron hasta esa época la India y Pakistán, debido a las dificultades de los países no desarrollados para contar con canchas sintéticas suficientes, debido al altísimo costo que tenían las mismas. Argentina tendría su primer cancha sintética en el Club Obras Sanitarias de Buenos Aires, inaugurada en 1980, pero durante muchos años, los clubes y los colegios continuaron practicando el hockey en canchas de césped natural. Por otra parte en 1971 comienza a realizarse el Campeonato Mundial de Hockey Masculino (haciéndose cuatrianual desde 1978) y en 1974 el Campeonato Mundial de Hockey Femenino (haciéndose cuatrianual desde 1986).
A partir de estos años el hockey argentino, femenino y masculino, establece un absoluta superioridad en todo el continente americano, que le abrirá las puertas clasificatorias a los Campeonatos Mundiales de Hockey y los Juegos Olímpicos.
Sin embargo, a partir de mediados de la década de 1970, el hockey argentino perdió apoyo estatal, hecho que, combinado con el aumento de los costos derivados de las nuevas canchas sintéticas y la profesionalización internacional del deporte, se reflejó negativamente en el rendimiento deportivo.
En la década del 70 comienzan a producirse los primeros éxitos del hockey femenino a nivel internacional. En 1972, la IFWHA organizó un primer campeonato mundial en Barcelona, que a la postre no sería reconocido oficialmente como tal, poniendo en juego la Copa Josselin de Jong. Argentina resultó la sorpresa del torneo, jugando en un alto nivel y perdiendo la final contra Holanda por 1-2, luego de ir ganando 1-0 en el primer tiempo. Dos años después, en el Primer Campeonato Mundial de Hockey Femenino en Mandelieu, oficialmente reconocido como tal, la Argentina volvió a sorprender, y repitiendo su desempeño llegó nuevamente a la final, siendo otra vez derrotada por Holanda 1-0, con gol de oro. El nivel demostrado por el hockey femenino volvió a evidenciarse en el Segundo Campeonato Mundial de Berlín Occidental 1976, en el que la Argentina resultó subcampeona otra vez, perdiendo esta vez la final con Alemania Occidental por 2-0. En el tercer mundial de Madrid 1978, la selección argentina ratificó su nivel de podio, obteniendo la medalla de bronce al empatar en el tercer lugar con Bélgica (el desempate fue suspendido por falta de luz). A partir de esa fecha, la falta de apoyo estatal y los altos costos que implica la competencia internacional influyeron para que Argentina no volviera a obtener medallas hasta 1994.
Entre las jugadoras de los equipos que obtuvieron el bi-subcampeonato mundial 1974-1976 y la medalla de bronce en 1978 se destacaban Dawn Taylor, Verónica Alfonso y Adriana Mac Cormik.
El hockey masculino también mostró en esos años un alto rendimiento, sobre todo a nivel continental, ganando la medalla de oro en los Juegos Panamericanos de 1971, 1975 y 1979, y la de plata en los Juegos de 1983 y 1987.
En 1978, junto con la publicitada Copa Mundial de Fútbol y el Mundial de Patín, Argentina también organizó el IV Campeonato Mundial de Hockey sobre Hierba Masculino. Por entonces el país estaba gobernado por una dictadura militar. En el mismo el seleccionado nacional tuvo un buen desempeño, alcanzando la 8.ª colocación.
En 1980 el hockey femenino fue incorporado en los Juegos Olímpicos, pero la selección argentina no pudo asistir debido a la adhesión al bloqueo contra la Unión Soviética al que llamó Estados Unidos y al que adhirió la dictadura militar. Ese mismo año, a iniciativa del jugador Marcelo Garraffo, capitán de la selección argentina, los equipos nacionales de hockey empezaron a usar la camiseta con los colores celeste y blanco de la bandera, en barras verticales. Hasta ese momento, Argentina utilizaba en hockey camisetas blancas.
En 1982, se concretó la unificación internacional del hockey masculino con el femenino, que venían avanzando desde inicios de la década de 1970, al fusionarse la Federación Internacional de Hockey (FIH) con la Federación Internacional de Asociaciones de Hockey Femenino (IFWHA).
El 19 de junio de 1983, doce asociaciones regionales fundaron la Confederación Argentina de Hockey sobre Césped y Pista (CAH) como entidad reguladora única del hockey argentino, estableciéndose también que la representación internacional continuaría a cargo de la Asociación Argentina de Hockey hasta 1993.
En 1986, la selección masculina obtiene el 6.º puesto en el Campeonato Mundial, la mejor posición en la serie histórica del torneo, solo igualada en 2002.
En 1987 el hockey femenino fue incluido en los Juegos Panamericanos lo que le permitió a la Argentina iniciar una exitosa serie de seis medallas de oro consecutivas en todos los juegos, hasta Guadalajara 2011, donde por primera vez fue derrotada en la final.
Al finalizar la década de 1980, de la mano con la falta de democracia (hasta fines de 1983) y la severa crisis económica que afectaba al subcontinente (la década perdida de América Latina), la falta de apoyo estatal se hizo casi absoluta, al mismo tiempo que las grandes potencias del deporte se profesionalizaban. Los viajes y los uniformes debían ser pagados por los jugadores, a la vez que la única cancha sintética existente solo podía ser usada con muchas limitaciones por los seleccionados. Vicky Carbó, integrante de aquel seleccionado recuerda que:

"La falta de competencia era absoluta. Cinco chicas llegaron al Mundial de Malasia (1983) con cero partido internacional. Cero. No conocíamos a las rivales ni la superficie... Empezábamos bien los torneos, pero nos quedábamos sin resto y nos terminaban superando físicamente".
Victoria Carbó

En cuanto a la competencia de clubes, en estas dos décadas, el hockey masculino registra la irrupción en los primeros planos del Club Ciudad de Buenos Aires (Muni), que obtuvo los campeonatos 1976/1977, 1979/1981 y 1984/1988, en total 10 campeonatos en 15 años.
El hockey femenino fue más parejo, con la irrupción del Lomas Athletic Club, que obtuvo los campeonatos de 1977, 1979 y 1983/1986 y 1989. En total siete campeonatos en dos décadas, seguidas de cinco del SURI (1976, 1980/1981, 1987/1988).

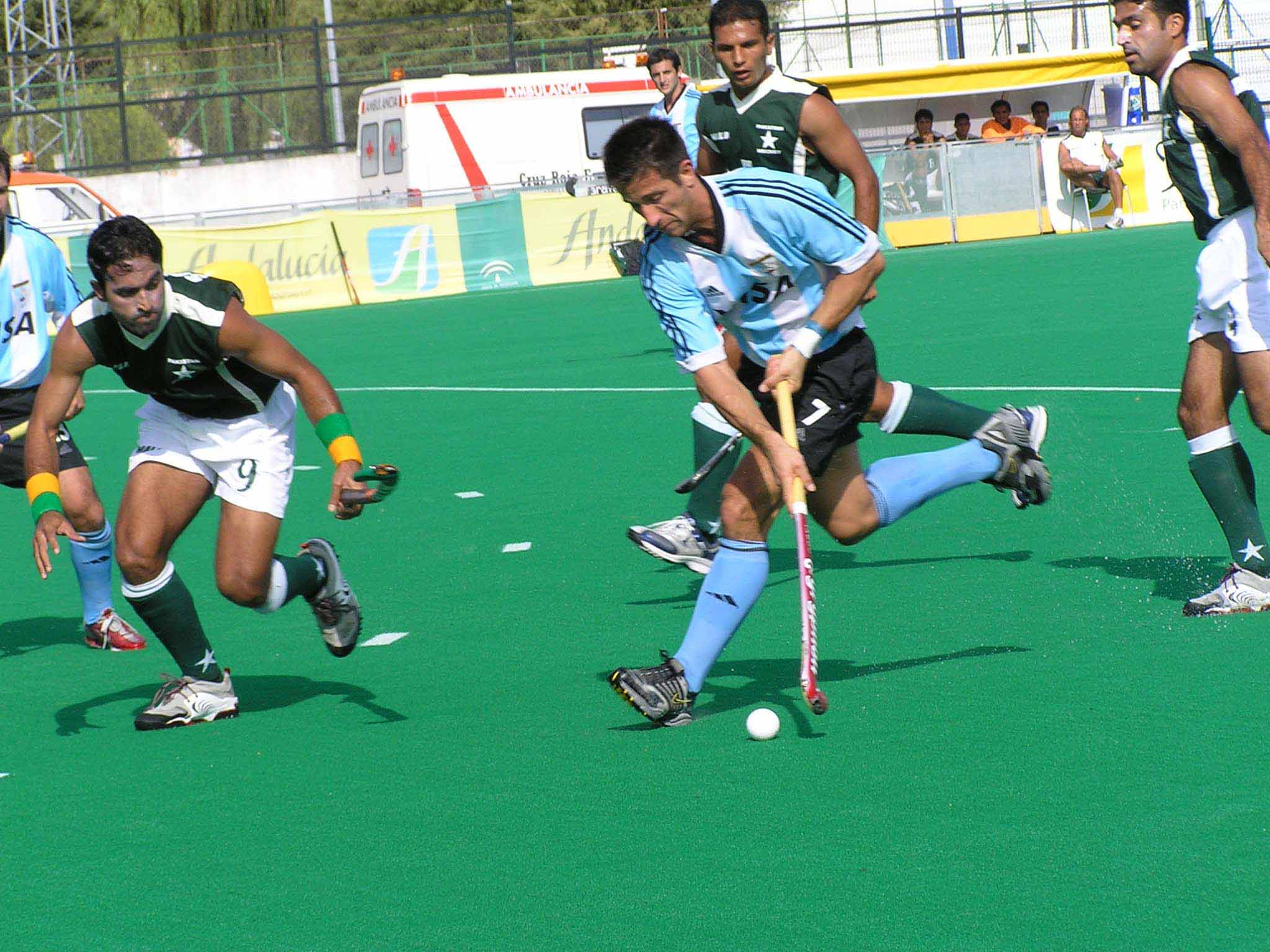
La selección argentina masculina jugando contra Pakistán en 2005.

### Década del noventa
Los años noventa anunciaron la llegada de una nueva generación de hockey que maduraría a partir del 2000 con el surgimiento de Las Leonas como una de las potencias del hockey femenino mundial. El ascenso y creciente popularidad del hockey femenino, postergaría la atención sobre el hockey masculino, que sin alcanzar los lugares del podio mundial de sus pares mujeres, mantendría el primer lugar del continente.
A comienzos de 1990 Argentina vivía una etapa caótica, caracterizada por la recesión económica y la hiperinflación. En ese contexto la Confederación Argentina de Hockey le comunicó a las jugadoras de la selección que no había fondos para costear la participación en el VII Campeonato Mundial que iba a disputarse en Sídney (Australia), apenas dos meses después. En lugar de resignarse a la crítica, aquellas jóvenes que aún entrenaban "sobre pasto", decidieron movilizarse para obtener el dinero por sí mismas, del mismo modo que los adolescentes argentinos obtienen el dinero para los viajes de egresados: mediante fiestas y rifas. Luego de un esfuerzo agotador, consiguieron el dinero justo para el pasaje de las jugadoras y tres integrantes del cuerpo técnico. No había dinero para el médico ni para los hoteles, razón por la cual se hospedaron los primeros días en las instalaciones de un colegio y en casas de familia, hasta que el Comité Olímpico Argentino, tomó la decisión de pagarles el hotel. El esfuerzo no fue gratuito y el costo se pagó saliendo novenas en el torneo. Sin embargo la notable tenacidad de las jugadoras de seguir adelante "contra viento y marea", ya indicaba una fuerza espiritual que se iría haciendo carne en esta generación y las siguientes. Entre las jugadoras de aquella selección se destacaba la delantera Karina Masotta, del Club Mitre, considerada como la mejor jugadora argentina de la década de 1990 y futura capitana de la selección argentina durante varios años:

"No teníamos nada al alcance como tenemos ahora. Eran otros momentos, otra estructura, una situación económica del hockey diferente a la de hoy. Viajamos las 16 jugadoras más Gustavo Paolucci, Ariel Holan y Fernando Palacios, que era el preparador físico y sabía algo de kinesiología. Nos fuimos sin médico ni jefa de equipo. Cuando llegamos a Australia nos fuimos a vivir a un colegio muy grande y muy británico en la ciudad de Orange, cerca de Sydney. Y después nos separaron en casas de familia hasta que llegamos al hotel que pagaba el Comité Organizador. Para mí era todo nuevo y yo ni siquiera sabía si iba a jugar. Salimos novenas y me quedó la experiencia de tener que superar factores externos. Eso me sirvió en el futuro".
Karina Masotta, 2002.

En 1993 la Selección Juvenil femenina obtuvo el Campeonato Mundial Juvenil, que posteriormente fue definido como "el primer rugido" de un selección que a partir de ese momento alcanzaría el primer nivel mundial. Entre las campeonas mundiales juveniles de 1993 se encontraban jugadoras como Vanina Oneto, Magdalena Aicega, Ayelén Stepnik y María Paz Ferrari, quienes posteriormente se convertirían en figuras del seleccionado mayor. El director técnico era Rodolfo Mendoza.
Al año siguiente, Argentina sorprendió al mundo deportivo con un plantel muy joven de 22 años de edad en promedio, que obtuvo el segundo lugar en el Campeonato Mundial de Hockey sobre Césped Femenino de Dublín, perdiendo la final con Alemania (0-2).
En 1996, la selección femenina salió 7.ª entre ocho países competidores en los Juegos Olímpicos de Atlanta 1996. En 1997 la CAH designó como DT a Sergio Vigil, anteriormente jugador de la selección nacional masculina, que resultará determinante para consolidar al equipo femenino en los primeros planos mundiales. Ese mismo año, la selección juvenil femenina obtendría la medalla de bronce en la Copa del Mundo Júnior de Seongnam, Corea, destacándose una joven jugadora rosarina de 20 años, que en la década siguiente sería considerada una de las mejores jugadoras de la historia: Luciana Aymar. En el Mundial de 1998 (Utrech), la selección femenina salió cuarta, pero ya se visualizaba la llegada de una nueva potencia mundial.
Por su parte, el hockey masculino, sin llegar a los picos que había alcanzado el hockey femenino, mantuvo la hegemonía continental, volviendo a ganar la medalla de oro en los Juegos Panamericanos de 1991, luego de dos juegos de perder la final con Canadá, repitiendo el logro en los Juegos de 1995. En el Campeonato Mundial de 1994 alcanzó el 7.º lugar, la segunda mejor ubicación hasta ese entonces.
El hockey de clubes bonaerenses en la década, mostró el predominio entre los varones del Club Ciudad de Buenos Aires (4 campeonatos) y entre las mujeres de Lomas de Zamora (5 campeonatos).

### De 2000 a 2010
La década de 2000, marcó la consolidación del hockey femenino de Argentina en el primer nivel mundial, a partir de un trabajo institucional muy serio y de largo plazo, que incluyó la atención cuidadosa de las divisiones de menores, un proceso constante de renovación generacional planificada y el apoyo estatal sostenido.

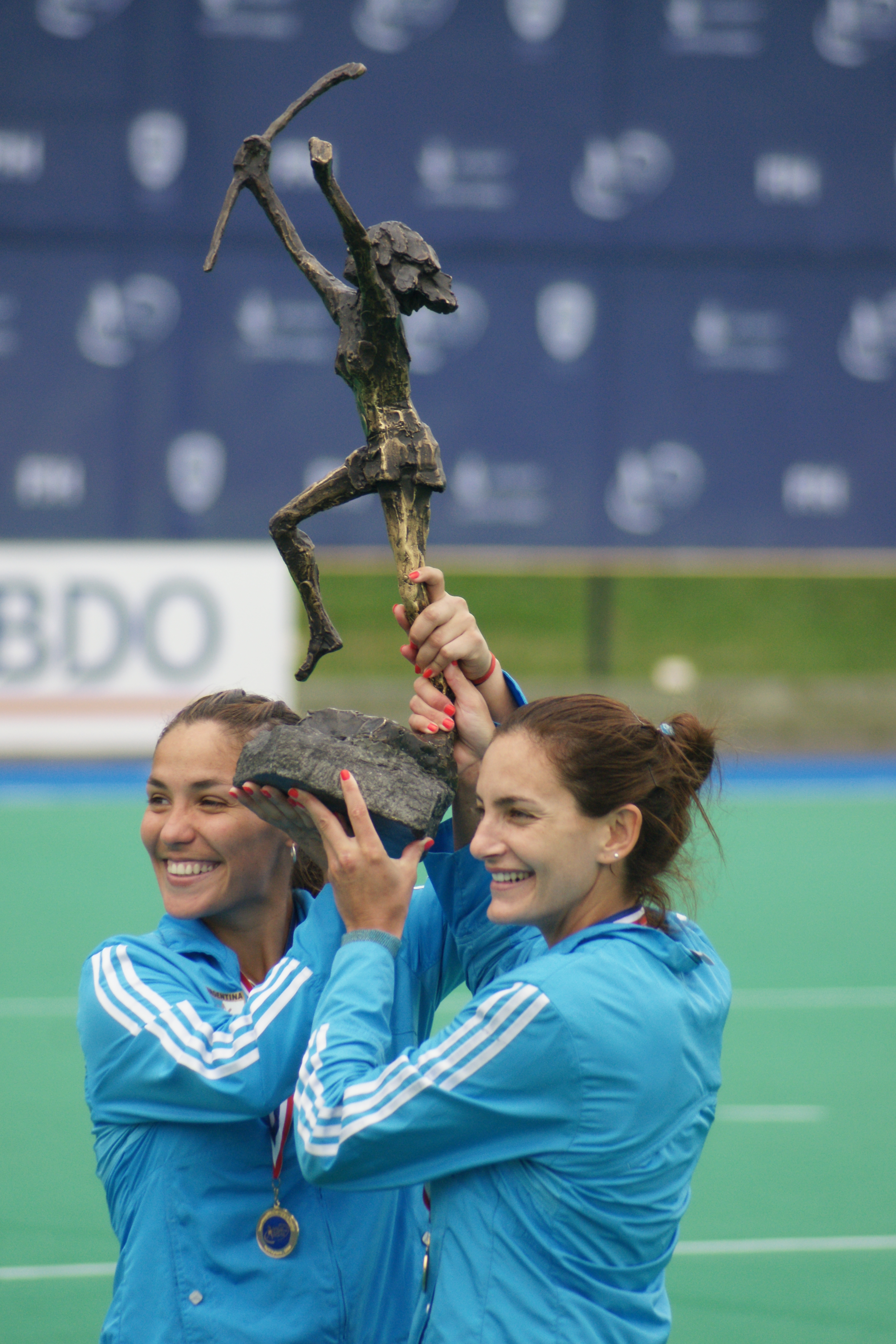
Luciana Aymar y Soledad García levantan la Copa del Mundo luego de que las Leonas la ganaran por segunda vez en Rosario 2010.

La Selección femenina, autodenominada Las Leonas, obtuvo en diez años tres medallas olímpicas en tres Juegos Olímpicos consecutivos (una de plata en Sídney 2000 y dos de bronce en Atenas 2004 y Pekín 2008), dos Campeonatos Mundiales (2002 y 2010), cuatro Champions Trophy (2001, 2008, 2009, 2010) y medallas en los Juegos Panamericanos. Entre las jugadoras, sobresalió Luciana Aymar, que llegó a ser nombrada leyenda del deporte por la Federación Internacional de Hockey en 2008.
La Selección masculina continuó preservando la hegemonía continental ganando medallas de oro en los Juegos Panamericanos. En este período, jugó también todos los campeonatos mundiales, terminando 6.º en 2002 (igualando la mejor actuación de 1986), 10.º en 2006 y 7.º en 2010. En 2001, la FIH organizó el Champions Challenge de realización bianual para países de segundo nivel competitivo, ganando de este modo, la medalla de bronce en esa primera edición y la de oro en las ediciones de 2005 y 2007, lo que le permitió encabezar el medallero histórico luego de cumplidos siete campeonatos. También obtuvo la medalla de bronce en el Champions Trophy en 2008.
En 2005, la Selección masculina juvenil (sub-21) ganó el Campeonato Mundial de Hockey Júnior que se realizó en Róterdam, países Países Bajos.
En la década el apoyo estatal se incrementó y a la cancha sintética construida por el CENARD en la década anterior en Buenos Aires, se sumaron varias canchas sintéticas en otras ciudades, en muchos casos, pagadas y construidas por los gobiernos locales. De la mano de la creación por ley del Ente Nacional de Alto Rendimiento Deportivo (ENARD), con un ambicioso sistema público-privado de financiamiento y gestión, en 2009 se renovó completamente la cancha del CENARD y se le puso el nombre de Adriana Acosta en honor a una jugadora de hockey desaparecida durante la última dictadura militar. En esa ocasión Luciana Aymar dijo:

Esto es lo que realmente necesitábamos para poder encarar la última etapa de preparación para el Mundial de Rosario 2010. Es fundamental entrenarnos en el CENARD porque para nosotras es como si fuera nuestra segunda casa.
Luciana Aymar

## Torneos
El hockey argentino está estructurado a partir de asociaciones municipales y ligas provinciales con sus correspondientes torneos entre destacándose la liga porteña-bonaerense, organizada en torno a la ciudad de Buenos Aires y su región metropolitana, metrópolis que por su población superior a 15 millones, resulta la más importante del país.
A nivel nacional existen tres grandes torneos:
- La Liga Nacional de Hockey: para damas y caballeros, con dos divisiones, A y B.
- Argentino de Clubes: para damas y caballeros, con dos divisiones, cada una de ellas con dos grupos: A1-A2 y B1-B2. Los clubes ganadores de la división A (1 y 2) ascienden para jugar la Liga Nacional B.
- Argentino de Selecciones: para selecciones regionales de damas y caballeros, mayores, sub-21, Ascenso A y Ascenso B.

Los torneos regionales de clubes son:
- Bonaerense
- NEA Centro Cuyo Caballeros
- NEA Damas
- Centro Cuyo Damas
- NOA Sur Bonaerense Caballeros
- NOA Damas
- Patagonia Damas

### Campeonatos argentinos de selecciones
| Campeonatos argentinos de selecciones (Mayores A) |              |              |              |              |
|                                                   | Damas        | Damas        | Caballeros   | Caballeros   |
| 2023                                              | Buenos Aires | Mendoza      | Buenos Aires | Mendoza      |
| 2022                                              | Buenos Aires | Córdoba      | Mendoza      | Córdoba      |
| 2021                                              | Buenos Aires | Córdoba      | Buenos Aires | Mendoza      |
| 2019                                              | Mendoza      | Córdoba      | Mendoza      | Buenos Aires |
| 2018                                              | Buenos Aires | Tucumán      | Buenos Aires | Córdoba      |
| 2017                                              | Buenos Aires | Mendoza      | Litoral      | Córdoba      |
| 2016                                              | Buenos Aires | Mendoza      | Buenos Aires | Córdoba      |
| 2015                                              | Buenos Aires | Córdoba      | Buenos Aires | Mendoza      |
| 2014                                              | Buenos Aires | Litoral      | Buenos Aires | Córdoba      |
| 2013                                              | Mendoza      | Buenos Aires | Buenos Aires | Córdoba      |
| 2012                                              | Buenos Aires | Bonaerense   | Mendoza      | Buenos Aires |
| 2011                                              | Buenos Aires | Litoral      | Córdoba      | Buenos Aires |
| 2010                                              | Buenos Aires | Mendoza      | Buenos Aires | Mendoza      |
| 2009                                              | Buenos Aires | Litoral      | Buenos Aires | Córdoba      |

### Campeonatos argentinos de clubes
| Liga Argentina de clubes (Mayores A) |                             |                             |                          |                          |
|                                      | Damas                       | Damas                       | Caballeros               | Caballeros               |
| Año                                  | 1.º                         | 2.º                         | 1.º                      | 2.º                      |
| 2023                                 | Santa Bárbara               | Lomas Athletic Club         | Banco Provincia          | San Fernando             |
| 2022                                 | Lomas Athletic Club         | San Fernando                | Mitre                    | San Fernando             |
| 2021                                 | La Salle Hockey Club (Cba)  | Murialdo (Mza)              | Banco Provincia          | Jockey Club (Cba)        |
| 2019                                 | Banco Nación                | Universitario de Córdoba    | Jockey Club (Ros)        | Universitario de Rosario |
| 2018                                 | GEBA                        | Club Atlético River Plate   | Jockey Club (Ros)        | Jockey Club (Cba)        |
| 2017                                 | Club Atlético River Plate   | Club Italiano               | Jockey Club (Cba)        | Vistalba (Mza)           |
| 2016                                 | Club Atlético River Plate   | Marista (Mendoza)           | Alemán (Mza)             | Vistalba (Mza)           |
| 2015                                 | Club Atlético River Plate   | Marista (Mendoza)           | San Fernando             | Vistalba (Mza)           |
| 2014                                 | Universitario de Rosario    | Provincial (Rosario)        | Universitario de Córdoba | Jockey Club (Cba)        |
| 2013                                 | Universitario de Rosario    | Marista (Mendoza)           | Manquehue (Chile)        | Jockey Club (Cba)        |
| 2012                                 | Popeye Béisbol Club (Salta) | Monte Hermoso               | Jockey Club (Cba)        | Vistalba (Mza)           |
| 2011                                 | Popeye Béisbol Club (Salta) | Tucumán Rugby Club          | GEBA                     | Banco Provincia          |
| 2010                                 | GEBA                        | Popeye Béisbol Club (Salta) | GEBA                     | San Fernando             |
| 2009                                 | GEBA                        | Club Ciudad de Buenos Aires | GEBA                     | Banco Provincia          |
| 2008                                 | GEBA                        | Club Ciudad de Buenos Aires | Banco Provincia          | GEBA                     |
| 2007                                 | Club Ciudad de Buenos Aires | GEBA                        | Banco Provincia          | San Fernando             |
| 2006                                 | Atlético del Rosario        | Tucumán Rugby Club          | Jockey Club (Cba)        | Universitario de Córdoba |

## Clubes
En Argentina existen 32 federaciones de clubes de hockey directamente asociadas a la Confederación Argentina de Hockey (CAH), que asocian a unos 93.600 jugadores y jugadoras federados en todo el país (a febrero de 2011), casi el triple de los que estaban registrados en el año 2000, cuando sumaban 39.000 deportistas. Las principales federaciones del país son Capital Federal, Litoral (Rosario), Mendoza, Córdoba, Provincia de Buenos Aires, San Juan, Tucumán y Santa Fe.
El área metropolitana de Buenos Aires, con una población de casi 17 millones de habitantes, es la zona donde se asientan la mayoría de los principales clubes de hockey sobre césped. Algunos de los más importantes son:
- En la Ciudad Autónoma de Buenos Aires: Club Ciudad de Buenos Aires, Gimnasia y Esgrima de Buenos Aires (GEBA), River Plate, Belgrano Athletic, St. Catherine's Moorlands Club, Club Italiano.
- En el conurbano sur: Quilmes Athletic Club, Lomas Athletic Club, Asociación Alemana de Quilmes, Quilmes High School.
- En el conurbano oeste: Club San Martín, Hurling Club, Club Ferrocarril Bartolomé Mitre.
- En el conurbano norte: Club Atlético San Isidro, San Isidro Club, Club San Fernando, Club Banco Nación, Club Newman, Buenos Aires Cricket & Rugby Club.

Con eje en Rosario, con una población de un millón de habitantes, actúa la Federación de Hockey del Litoral, dedicada al hockey femenino, con unos 3500 jugadoras federadas. De la FHL también depende una Liga del Oeste, en la que juegan ciudades del oeste santafecino como Casilda y Las Parejas y del este cordobés. Algunos de los clubes más importantes de la zona de influencia de Rosario son: Jockey Club, Universitario (Uni), Newell's HC, Fisherton, Duendes Rugby Club, Old Resian, Los Caranchos, Club Atlético Provincial, Gimnasia y Esgrima de Rosario (GER) y Atlético de Rosario.
La ciudad de Rosario cuenta con el Estadio Mundialista de Hockey Luciana Aymar con capacidad para 12.000 espectadores.
Con eje en la ciudad de Córdoba, con una población de un millón y medio de habitantes, actúa la Federación Amateur Cordobesa de Hockey sobre Césped (FACHSC), con unos 5500 jugadores federados. Los principales clubes de esa región son Jockey Club Córdoba, Club Atlético Universitario, La Tablada, Córdoba Athletic Club, Barrio Parque, Tala, La Salle, San Martín de Villa María, Carlos Paz Rugby Club, Urú Curé y Palermo Bajo.
La provincia de Córdoba cuenta también con el Estadio Soledad García en la ciudad de Córdoba y el Polideportivo Municipal de Río Cuarto, que cuenta con canchas públicas sintéticas.
Con sede en la ciudad capital de Gran Mendoza, que tiene una población de 1 millón habitantes, actúa la Asociación Mendocina De Hockey (AMH). Los principales clubes de esa región son Marista, Club Andino, Los Tordos, Universidad de San Juan, Yerutí, Murialdo, Teqüe y Obras.

## Selecciones nacionales
La Confederación Argentina de Hockey forma selecciones nacionales con el fin de representar internacionalmente al país. Existen seis selecciones en función del género (femenino y masculino) y de la edad (mayores, juveniles y sub-18).

### Mayores
La Selección femenina, es la más exitosa. Entre sus logros más significativos, se encuentran cinco medallas en los Juegos Olímpicos (2000, 2004, 2008, 2012, 2020), dos Campeonatos Mundiales (2002 y 2010), siete Champions Trophy (2001, 2008, 2009, 2010, 2012, 2014, 2016), una Liga Mundial, una Hockey Pro League y siete medallas de oro en los Juegos Panamericanos. Las conquistas de Las Leonas ubican a Argentina primera en el medallero histórico panamericano y segunda en el medallero histórico mundial.
La Selección masculina también tiene un alto rendimiento histórico internacional, aunque el mismo ha quedado relativamente opacado por el superlativo rendimiento de la selección femenina. Entre sus logros más importantes, se encuentran la medalla de oro obtenida en los Juegos Olímpicos de Río de Janeiro 2016, el tercer puesto en el Campeonato Mundial 2014, la medalla de bronce en el Champions Trophy de 2008, además de las diez medallas de oro conseguidas en los Juegos Panamericanos. Otros títulos obtenidos son dos Copas Panamericanas (2004, 2013) y tres Champions Challenge (2005, 2007, 2012).

### Juveniles (Sub-21)
La Selección juvenil femenina sub-21, conocida como Las Leoncitas, ganó dos campeonatos mundiales (1993 y 2016), logró tres subcampeonatos (2001, 2009, 2013) y una medalla de bronce (1997) en las nueve ediciones del Campeonato Mundial Juvenil. Además, ganó siete de las nueve medallas de oro disputadas en el Campeonato Panamericano Júnior.
La Selección juvenil masculina sub-21 se consagró campeona de la Copa Mundial Juvenil en dos oportunidades (2005 y 2021). Además, ha ganado la medalla de oro de forma consecutiva en el Campeonato Panamericano Júnior entre 1978 y 2016.

### Menores (sub-18)
Con motivo de la organización de los Juegos Olímpicos de la Juventud para menores de 18 años, a partir de 2010, la CAH organizó la Selección juvenil femenina sub-18 que obtuvo la medalla de plata en los Juegos Olímpicos de la Juventud de Singapur 2010, ganando también la medalla de oro en el Campeonato Panamericano Juvenil de 2010. Cuatro años más tarde, ganaron la medalla de bronce en los Juegos Olímpicos de la Juventud de Nankín 2014.
Posteriormente, en los Juegos Olímpicos de la Juventud de Buenos Aires 2018, participaron las dos selecciones, evento en el que la Selección femenina se consagraría campeona olímpica juvenil y la Selección masculina lograría la medalla de bronce.